# Édouard Jourdain
Pour les articles homonymes, voir Jourdain.
Édouard Jourdain, né le 19 juin 1981, est maître de conférences en sciences-politiques à l'Université Catholique de l'Ouest.
D'abord spécialiste de la pensée libertaire, de l'histoire de l'anarchisme et en particulier de Pierre-Joseph Proudhon, il s'intéresse aussi à toutes les questions de théorie politique liées aux communs (au sujet desquels il publie notamment un ouvrage de synthèse dans la collection "Que sais-je ?") et développe une œuvre singulière à l'interface de la science politique, de la philosophie et de l'anthropologie (avec Théologie du capital en 2021 et Le sauvage et le politique en 2023), voire de la littérature (Le testament du banquier anarchiste, 2020).

## Biographie

### Etudes
En 2004, son mémoire à l'Institut d'études politiques de Grenoble porte sur la Métaphysique des forces. Proudhon, Dieu et la Guerre : une philosophie du combat.
En 2011, il soutient une thèse de doctorat en sciences politiques, sous la direction de Pierre Bouretz, à l'EHESS, intitulée « Le politique entre guerre et théologie. La révision du marxisme et l’ombre de Carl Schmitt »,,

#### Carrière académique
Il est chercheur associé à l'EHESS (CESPRA). Il a été ATER à l'Université de Franche Comté puis, pendant dix ans il a été chargé d'enseignement comme vacataire dans de nombreux établissements: L'Université Catholique de Lille, l'Université Versailles Saint Quentin, l'Institut Régional du Travail Social, l'Institut d'Etudes Politiques de Saint-Germain-en-Laye. Il a été postdoctorant à l'Ecole Polytechnique entre 2021 et 2023.
À partir de septembre 2023 il est recruté comme maitre de conférence (CDI de droit privé) au sein de l'établissement privé catholique l'UCO. Il y est notamment chargé des enseignements "Histoire des idées politiques modernes et contemporaines" et "Enjeux politiques contemporains dans la mondialisation" et est co-responsable de la Licence 2 de Sciences-Politiques.

## Positions critiques
Dans son ouvrage sur L'anarchisme, il indique que « Dans la lignée de la réception aux États-Unis de la French Theory, marquée principalement par des auteurs comme Foucault, Deleuze et Derrida, certains théoriciens ont entrepris de critiquer un anarchisme marqué par la philosophie des Lumières en se tournant vers le poststructuralisme ou le postmodernisme ». Ainsi selon Jourdain, des auteurs tels que Saul Newman et Todd May se réclamant du postanarchisme critiquent des conceptions de « l'anarchisme classique ». Une d'entre elles concerne la conception essentialiste de la nature humaine et de la subjectivité : celle-ci étant par essence bonne, l’abolissement du pouvoir en réalisant l'humanité « naturelle » permettrait une société harmonieuse.
Son livre sur Proudhon contemporain propose une relecture d'une série de philosophes contemporains,d’Elinor Ostrom à Paul Ricoeur, de Georges Gurvitch à Chantal Mouffe, de Julien Freund à Hannah Arendt. à la lumière des thèses de Proudhon, telles qu'elles ont pu irriguer plus ou moins explicitement ou consciemment leur pensée critique.
Quelles normes comptables pour une société du commun ? s'intéresse à l'écriture politique de la valeur en démontrant que la conception des normes comptables, en apparence technique, emporte en fait de véritables conséquences politiques correspondant à des représentations du monde et de ce qu’il paraît juste à une société de valoriser. Il inscrit cette réflexion dans le droit fil de l'économie du commun et propose de repenser la comptabilité dans la perspective d'une transition écologique.
En 2020, Le testament du banquier anarchiste, écrit avec Adeline Baldacchino, propose sous la forme de dialogues imaginaires avec un personnage de Fernando Pessoa une relecture critique de l'anarchisme au XXe siècle, opposant anarchisme individualiste et anarchisme social.
En 2021, sa Théologie du capital parue dans la collection Perspectives critiques des PUF rencontre une belle réception critique,,,. Il y explore l'hypothèse selon laquelle « tous les concepts de l’économie moderne sont des concepts théologiques sécularisés »
Il poursuit  sa réflexion sur la question des communs en publiant un Que-sais-je ? de référence sur le sujet en décembre 2021, ainsi qu'un texte à vocation plus pédagogique sur Les nouveaux biens communs - repenser l'Etat et la propriété au XXIe siècle, aux éditions de l'Aube en partenariat avec la Fondation Jean-Jaurès, en janvier 2022. La même année, il consacre aussi un ouvrage à la pensée d'Elinor Ostrom, Le gouvernement des communs, dans la collection "le bien commun" chez Michalon.
Il est cité dans l'ouvrage de Catherine Malabou, Au voleur ! Anarchisme et philosophie, paru en 2022, comme l'une des références en termes d'anarchisme contemporain.

## Publications

### Ouvrages
- Proudhon, Dieu et la guerre. Une philosophie de combat, L’Harmattan, 2006, (OCLC 848152717).
- Proudhon : un socialisme libertaire, Éditions Michalon, 2009, présentation éditeur,  (ISBN 978-2841864904).
- Le politique entre guerre et théologie. La révision du marxisme et l'ombre de Carl Schmitt, Atelier national de reproduction des thèses, 2011,  (ISBN 978-2-7295-8753-6), résumé en ligne.
- L'anarchisme, Paris, La Découverte, coll. Repères n°611, 2013, 125 pages, présentation éditeur, extraits en ligne,  (ISBN 9782707169099)
- Proudhon contemporain, CNRS éditions, 2018, présentation éditeur,  (ISBN 978-2-271-09019-5).
- Quelles normes comptables pour une société du commun ?, Editions Charles-Léopold Meyer, 2019, [présentation en ligne]
- Le Testament du banquier anarchiste, Dialogues sur le monde qui pourrait être, avec Adeline Baldacchino, Editions Libertalia, août 2020[15]
- Théologie du capital, PUF, 2021
- Les communs, PUF, Que sais-je ?, 2021
- Les nouveaux biens communs, Éditions de l'aube-Fondation Jean-Jaurès, 2022
- Elinor Ostrom, Le gouvernement des communs, Michalon, Le bien commun, 2022
- (sous la direction de, avec Pierre Crétois) La démocratie sous les bombes - Syrie, Le Rojava entre idéalisation et répression, Le bord de l'eau, 2022
- Le sauvage et le politique, PUF, 2023, (ISBN 978-2-13-084432-7)
- Géopolitique de l'anarchisme, Vers un nouveau moment libertaire, Éditions Le Cavalier Bleu, 175 pages, 2023, (ISBN 979-10-318-0585-6)
- Proudhon, Que sais-je ?, PUF, 2023
- Makhno, L'épopée d'une Ukraine libertaire, Michalon, Le bien commun, 2024

Traduit en espagnol
- (es) El anarquismo, Ed. Paidós, Planeta, Argentina, 2014, [lire en ligne][16].

### Articles
- Publications de Édouard Jourdain sur worldcat.org.
- Ricoeur, la justice et les institutions, Philosophy Today, Volume 58, Issue 4, Fall 2014, pp. 527-544, DOI 10.5840/philtoday201481135, [lire en ligne].
- Anarchisme, la rébellion en acte, Revue des sciences humaines, mai-juin 2016, [lire en ligne].
- En finir avec la gauche pour enfin devenir socialiste, Esprit, septembre 2016, [lire en ligne].
- Intérêt général, intérêt individuel et raison collective : perspectives à partir de l’œuvre de Proudhon, Astérion, 17|2017, DOI 10.4000/asterion.3050, [lire en ligne].
- Proudhon, le penseur de l'anarchie, Revue des sciences humaines, 2018/8, n°306, p. 34, [lire en ligne].
- Normes comptables, le continent caché de l'Europe néolibérale, Marianne, 24 mai 2019 [lire en ligne]
- Proudhon en gilet jaune, Ballast, novembre 2019[17]
- La part anarchiste des communs, Ballast, janvier 2020[18]

### Radio
- Elsa Mourgues, Pourquoi faut-il lire Proudhon aujourd'hui ?, France Culture, 14 janvier 2019, écouter en ligne.

### Conférence
- Proudhon et l'anarchie, Paris, Publications de la Société P.-J. Proudhon, 2012, (OCLC 828237850)[19].